# Sumire Kikuchi
Sumire Kikuchi (jap. 菊池 純礼 Kikuchi Sumire; ur. 15 stycznia 1996 w Nagano) – japońska łyżwiarka szybka specjalizująca się w short tracku, dwukrotna olimpijka (2018 i 2022), dwukrotna medalistka mistrzostw świata.
Uprawia także łyżwiarstwo szybkie na długim torze. W tej dyscyplinie startowała m.in. na Zimowych Igrzyskach Olimpijskich Młodzieży 2012, gdzie zdobyła brązowe medale w biegu na 1500 m i w biegu masowym. Rozważała start na igrzyskach w 2022 w obu dyscyplinach, jednak przed sezonem 2021/22 zdecydowała się skupić na short tracku.

## Wyniki (short track)

### Igrzyska olimpijskie
| Rok  | Gospodarz  | 500 m | 1000 m | 1500 m | sztafeta kobiet | sztafeta mieszana |
| ---- | ---------- | ----- | ------ | ------ | --------------- | ----------------- |
| 2018 | Pjongczang | 29    | 20     | 11     | 6               | —                 |
| 2022 | Pekin      | 12    | 19     | 8      | —               | 10                |

### Mistrzostwa świata
| Rok  | Gospodarz | 500 m | 1000 m | 1500 m | wielobój | sztafeta |
| ---- | --------- | ----- | ------ | ------ | -------- | -------- |
| 2014 | Montreal  | —     | —      | —      | —        | 8        |
| 2015 | Moskwa    | —     | —      | —      | —        | 4        |
| 2016 | Seul      | —     | —      | —      | —        | 7        |
| 2017 | Rotterdam | 34    | 28     | 20     | 27       | 03 !     |
| 2018 | Montreal  | 21    | 7      | 17     | 13       | 5        |
| 2019 | Sofia     | 37    | 20     | 22     | 28       | 5        |

### Mistrzostwa świata juniorów
| Rok  | Gospodarz  | wielobój | sztafeta |
| ---- | ---------- | -------- | -------- |
| 2011 | Courmayeur | —        | 5        |
| 2012 | Melbourne  | 18       | 7        |
| 2013 | Warszawa   | 14       | 9        |
| 2014 | Erzurum    | 10       | 7        |
| 2015 | Osaka      | 18       | 03 !     |